# Роде, Майкл
Майкл Артур Роде (англ. Michael Arthur Rohde; 26 августа 1959, Нью-Йорк) — американский шахматист, гроссмейстер (1988).
Разделил 1—2 место с М. Дизеном в чемпионате США среди юношей до 18 лет (1976). Участник 16-го чемпионата мира среди юниоров (1977) в Инсбруке (+4 −4 =5).
В составе сборной США участник 2-х командных чемпионатов мира среди молодёжи до 26 лет (1978 и 1983).
Лучшие результаты в международных турнирах: Нью-Йорк (1976, 1979 и 1981) — 5—7-е, 1-е и 1—4-е; Сомерсет (1986) — 2—7-е; Сан-Франциско (1987) — 1—2-е; Сент-Джон (1988, январь — февраль) — 2—3-е места.

## Изменения рейтинга
| Графики недоступны из-за технических проблем. См. информацию на Фабрикаторе и на mediawiki.org. |